# پروتمندون

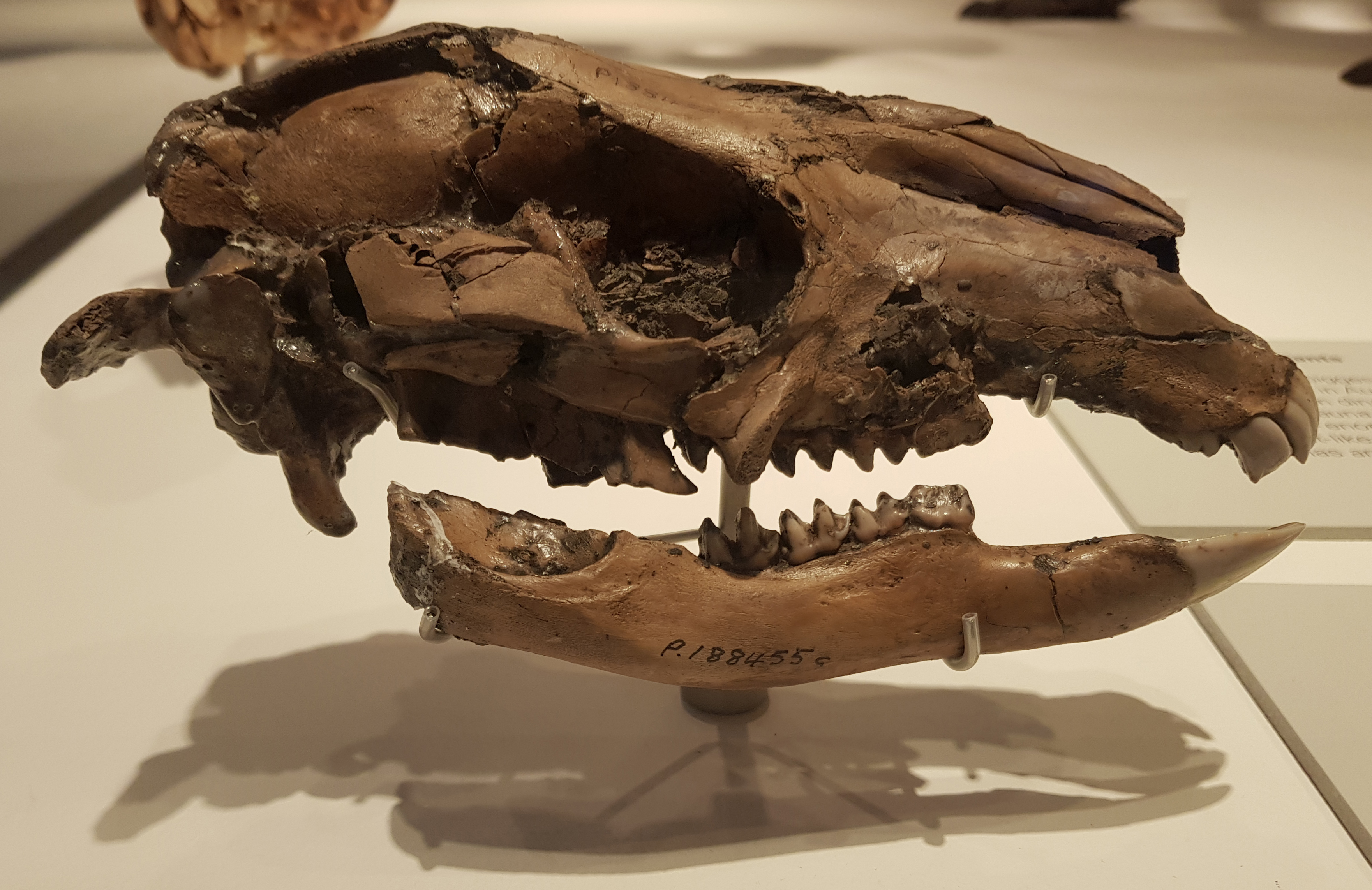
جمجه‌ای از پروتمندون در موزه ملبورن

پروتمندون (به انگلیسی: Protemnodon) یک گونه منقرض‌شده از کانگوروهاست که بین ۵ میلیون تا ۴۰ هزار سال پیش در استرالیا، گینه نو و تاسمانی زندگی می‌کرده است.

## مشخصات و ویژگی‌ها

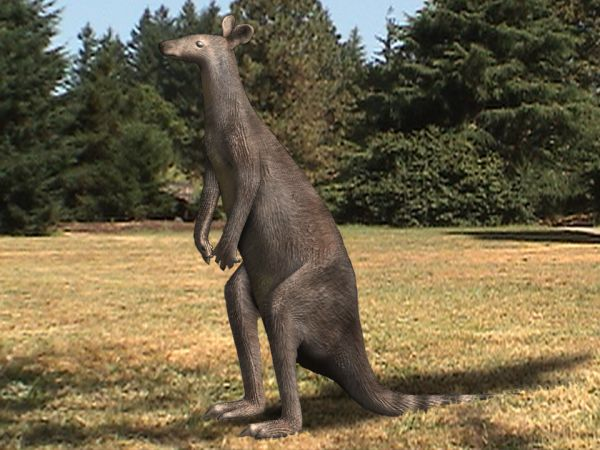
یک تصویر فرضی از پروتمندون

پروتمندون‌ها به مراتب بزرگ‌تر از گونه‌های امروزی خود بودند. برخی از پروتمندون‌ها تا ۱۷۰ کیلوگرم وزن داشتند؛ یعنی بیش از دو برابر سنگین‌تر از بزرگ‌ترین کانگوروی امروزی بودند. یک پژوهشگر زیست‌باستان‌شناس اعلام کرده است که با توجه به جثهٔ بزرگ پروتمندون، انتظار می‌رفت این حیوان قلمرو وسیعی داشته باشد؛ زیرا در اکثر پستانداران گیاه‌خوار فعلی، از جمله کانگوروها، اندازهٔ بزرگ‌تر بدن معمولاً با وسعت قلمرو بیشتر همراه است. برای مثال، یک پادملون (گونه‌ای کانگوروی کوچک) تنها در محدوده‌ای کمتر از یک کیلومتر مربع زندگی می‌کند، در حالی که کانگوروی قرمز می‌تواند تا بیش از ۲۰ کیلومتر در بیابان‌های استرالیا بپرد.
اما بررسی دندان‌های فسیل‌شده‌ای که در نزدیکی کوه اتنا، حدود ۳۰ کیلومتری شمال راکهمپتون در کوئینزلند پیدا شده، نتیجهٔ متفاوتی نشان داد. پروتمندون‌ها در همان نزدیکی محل زندگی و مرگ خود (یعنی در اطراف غارهایی که بقایای‌شان کشف شده) باقی می‌ماندند. دکتر اسکات هوکنال، دیرینه‌شناس مهره‌داران و سرپرست ارشد موزه کوئینزلند، می‌گوید: «نمونه‌های کشف‌شده از کوه اتنا واقعاً اهل خانه بوده‌اند و در یک محدودهٔ بسیار کوچک در اطراف غارهای سنگ‌آهکی زندگی می‌کرده‌اند. او ادامه داد: «این کانگوروهای عظیم‌الجثه فقط در خانه لم داده بودند و برگ‌های جنگل بارانی را می‌خوردند؛ چون به مقدار فراوان وجود داشت. این موضوع همچنین نشان می‌دهد که محیط زیست آن‌ها بسیار پایدار بوده است و طی صدها هزار سال این حیوانات تصمیم گرفتند که در همان‌جا بمانند و جابه‌جا نشوند.»
هوکنال می‌گوید جمعیت پروتمندون در کوه اتنا احتمالاً برای مدت زیادی در آرامش زندگی می‌کردند. جنگل‌های بارانی منبع غذایی قابل‌اتکایی فراهم می‌کردند و غارها آن‌ها را از شکارچیان ماقبل تاریخ مانند شیرهای کیسه‌دار محافظت می‌کردند. اما در نهایت، همین محدودهٔ محدود به ضررشان تمام شد. چون وقتی حدود ۲۸۰ هزار سال پیش، اقلیم تغییر کرد و خشکسالی گسترش یافت و اکوسیستم جنگل‌های بارانی برهم خورد، این حیوانات در برابر انقراض آسیب‌پذیر شدند.